# Куинз Парк (футбольный клуб)
«Куи́нз Парк» (англ. и скотс Queen's Park Football Club) — шотландский футбольный клуб из города Глазго. Футбольный клуб «Куинз Парк» является самым старым футбольным клубом в Шотландии. Клуб обладает многолетней историей, традициями, и сохраняет только любительский статус в Шотландской Лиге. Домом команды является один из 29 пятизвездочных стадионов УЕФА — «Хэмпден Парк» (52 103 зрительских мест) в юго-восточном Глазго, который является также домашней ареной Шотландской национальной команды. «Куинз Парк» находится на третьем месте в Шотландии по количеству побед в национальном Кубке (несмотря на то, что 10-й титул был завоёван ещё в XIX веке), уступая лишь клубам «Селтик» и «Рейнджерс». Один из двух неанглийских клубов, выходивших в финал Кубка Англии. Рекордсмен клуба по числу сыгранных матчей — Росс Кэвен (532 игры), лучший бомбардир — Джеймс Макалпайн (163 гола).

## Стадион

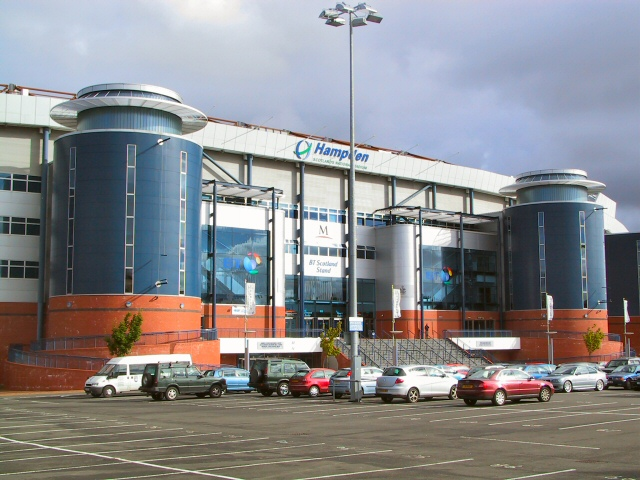
Hampden Park

### Куинз Парк на Хэмпдене
«Хэмпден Парк» национальный футбольный стадион Шотландии, отпраздновавший своё столетие 31 октября 2003.
«Хэмпден Парк» был самым большим стадионом в мире до 1950, когда был построен стадион Маракана в Рио-де-Жанейро. Текущая вместимость стадиона — приблизительно 52,500, хотя средняя посещаемость матча команды «Куинз Парк» — 750 человек.
Болельщики, побывавшие на стадионе «Хэмпден Парк», рассказывают, что на стадионе потрясающая акустика, в шутку говоря, что созданный шум пугает команды, которые приехали играть с «Куинз Парком».

## Форма

### Домашняя
| 2020/21 | 2022/23 | 2023/24 |

### Гостевая
| 2020/21 | 2022/23 | 2023/24 | 2024/25 |

Источники:,

## Достижения
- Высшая лига Шотландии:
  - 5-е место: 1928/29
  - 7-е место: 1917/18

- Первая лига Шотландии:
  - Победитель (2): 1922/23, 1955/56

- Кубок Шотландии
  - Обладатель (10): 1873/74, 1874/75, 1875/76, 1879/80, 1880/81, 1881/82, 1883/84, 1885/86, 1889/90, 1892/93
  - Финалист (2): 1891/92, 1899/00

- Кубок Англии
  - Финалист (2): 1883/84, 1884/85

- Кубок Глазго
  - Обладатель (4): 1889, 1890, 1899, 1946
  - Финалист (7): 1896, 1898, 1929, 1932, 1940, 1965, 1985

- Любительский Кубок Шотландии
  - Обладатель (12): 1912, 1920, 1928, 1933, 1934, 1936, 1947, 1950, 1951, 1963, 1964, 2009